# Cardiff City Football Club 2022-2023
Questa voce raccoglie le informazioni riguardanti il Cardiff City Football Club nelle competizioni ufficiali della stagione 2022-2023.

## Maglie e sponsor
| Casa | Trasferta | Terza divisa |

Sponsor ufficiale: Malaysia Berjaya
Fornitore tecnico: New Balance

## Rosa

### Rosa 2022-2023
Aggiornata al 15 settembre 2022.
| N. |                                | Ruolo | Calciatore      |
| -- | ------------------------------ | ----- | --------------- |
| 1  | Inghilterra (bandiera)         | P     | Ryan Allsop     |
| 2  | Antigua e Barbuda (bandiera)   | D     | Mahlon Romeo    |
| 3  | Irlanda (bandiera)             | D     | Joel Bagan      |
| 6  | Inghilterra (bandiera)         | C     | Ryan Wintle     |
| 8  | Inghilterra (bandiera)         | C     | Joe Ralls       |
| 9  | Inghilterra (bandiera)         | D     | Kion Etete      |
| 10 | Inghilterra (bandiera)         | C     | Sheyi Ojo       |
| 11 | Irlanda (bandiera)             | C     | Callum O'Dowda  |
| 12 | Inghilterra (bandiera)         | C     | Tom Sang        |
| 14 | Inghilterra (bandiera)         | C     | Ollie Tanner    |
| 15 | Galles (bandiera)              | D     | Oliver Denham   |
| 16 | Inghilterra (bandiera)         | D     | Curtis Nelson   |
| 17 | Nigeria (bandiera)             | D     | Jamilu Collins  |
| 18 | Gambia (bandiera)              | C     | Ebou Adams      |
| 19 | Saint Kitts e Nevis (bandiera) | A     | Romaine Sawyers |

| N. |                             | Ruolo | Calciatore            |
| -- | --------------------------- | ----- | --------------------- |
| 20 | Irlanda del Nord (bandiera) | D     | Gavin Whyte           |
| 21 | Inghilterra (bandiera)      | P     | Jak Alnwick           |
| 22 | Inghilterra (bandiera)      | D     | Vontae Daley-Campbell |
| 23 | Costa d'Avorio (bandiera)   | D     | Cédric Kipré          |
| 25 | Inghilterra (bandiera)      | D     | Jaden Philogene       |
| 26 | Inghilterra (bandiera)      | D     | Jack Simpson          |
| 27 | Galles (bandiera)           | C     | Rubin Colwill         |
| 29 | Galles (bandiera)           | C     | Mark Harris           |
| 35 | Inghilterra (bandiera)      | C     | Andy Rinomhota        |
| 36 | Inghilterra (bandiera)      | A     | Max Watters           |
| 38 | Inghilterra (bandiera)      | D     | Perry Ng              |
| 39 | Galles (bandiera)           | A     | Isaak Davies          |
| 47 | Irlanda (bandiera)          | C     | Callum Robinson       |